# Aongstroemia longipes
Aongstroemia longipes là một loài Rêu trong họ Dicranaceae. Loài này được (Sommerf.) Bruch & Schimp. mô tả khoa học đầu tiên năm 1846.